# Temple du nuage blanc de Shanghai
Pour les articles homonymes, voir Temple du nuage blanc.
Le temple du nuage blanc (chinois: 白云观, traditionnel: 白雲觀, pinyin: báiyún guān, anglais: "White Cloud Temple") est un temple taoïste situé à Shanghai, Chine.  Il suivit longtemps la tradition de la Voie de la Parfaite Complétude du taoïsme, mais est en 2010 administré par le courant Zhengyi.  Bien plus petit que le temple du même nom à Pékin auquel il fut rattaché, il est néanmoins le second temple taoïste en importance à Shanghai, derrière le temple Qinci Yangdian (chinois: 钦赐仰殿, traditionnel: 欽賜仰殿),.

## Histoire
Selon la monographie officielle de la préfecture de Songjiang, le premier lieu de culte rattaché à Quanzhen (Voie de la Parfaite Complétude) de l'actuelle Shanghai fut un temple privé fondé en 1306, baptisé Changchun (Printemps éternel), du nom religieux du patriarche Qiu Chuji ; il ne fit guère parler de lui durant cinq siècles,. En 1874, Wang Mingzhen (王明真), Grand Maître Quanzhen, fonda près de la porte Nord de la ville une salle dédiée à Leizu (雷祖殿), Patriarche du Tonnerre,. En 1882, cette salle devant être détruite pour agrandir la route, elle fut reconstruite sur un terrain acquis avec l’aide de la gentry locale. Durant les vingt années suivantes, vinrent s'ajouter les salles consacrées à Doumu (斗姥殿), divinité de la Grande Ourse, Sanqing (三清殿), Lüzu (呂祖殿) et Qiuzu. En 1888, deux ans avant la complétion du complexe qui couvrait une surface de plus de 14 mus chinois (亩), soit environ 1 hectare, le gérant en avait négocié la transformation en annexe du temple du nuage blanc de Pékin, suivant la même règle d’ordination. Il devint ainsi officiellement le Temple du nuage blanc de Shanghai, "temple forestier des dix directions" –c’est-à-dire temple public - de la tradition Quanzhen, et reçut de la maison mère de Pékin un exemplaire du canon taoïste en 8000 volumes qui se trouve en 2010 à la bibliothèque de Shanghai. La salle Leizu fut renommée "salle du nuage blanc sur la mer" (海上白云殿).
Durant le chaos accompagnant la fin de la dynastie Qing et le début de la République de Chine, la gestion du temple alla à vau-l'eau et son activité s'en ressentit. Après l’avènement de la République populaire en 1949, il connut un renouveau, mais fut endommagé au cours de la Révolution culturelle ; de nombreux textes, peintures et calligraphies furent détruits. Après 1978, il reprit petit à petit ses activités religieuses,.
Comme prévu par le plan des travaux publics de Shanghai, il fut déplacé en 2004 de Xilin Back Road à Dajing Road pour être rouvert au public en 2006.

## Disposition actuelle des bâtiments
Comme la plupart des temples chinois, le temple du nuage blanc est basé sur un axe nord-sud, avec l'entrée à l'extrémité sud.  Le nouveau temple, qui comprend deux niveaux, a été reconstruit dans les styles Ming et Qing, les bâtiments entourant une cour principale rectangulaire selon le modèle siheyuan. Il abrite une multitude de statues de toutes tailles, représentant des divinités possédant chacune sa spécialité.  Parmi ces statues, sept de bronze datent de la dynastie Ming.

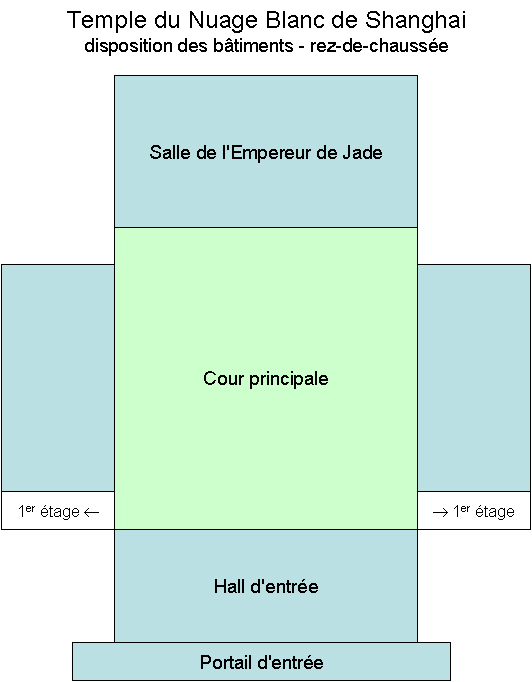
Plan rez-de-chaussée
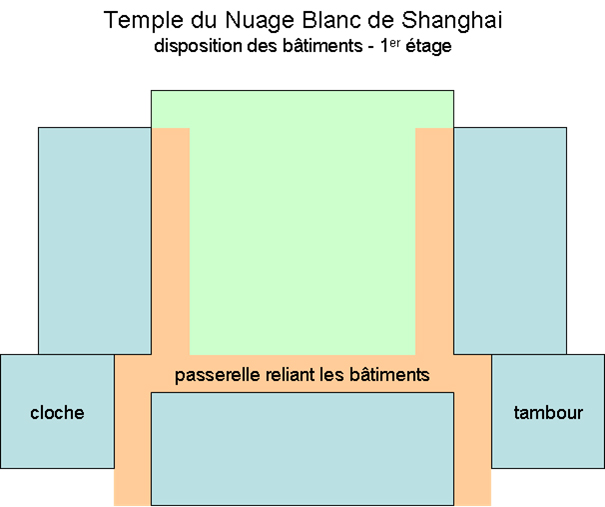
Plan étage supérieur

### Rez-de-chaussée
Les bâtiments du rez-de-chaussée forment un rectangle entourant la cour principale. Le portail et le hall d'entrée sont au sud de la cour. La salle Lingxiaobao (靈霄寶殿  pinyin: xiāobǎo diàn)  située au nord est la plus imposante du temple, avec une hauteur de plafond double par rapport aux autres. Face à la porte d'entrée se dresse la majestueuse statue de l'Empereur de jade haute de cinq mètres. L'empereur est assis sur un trône en bois, flanqué à sa gauche et à sa droite d'une statue de taille humaine. Les murs est et ouest de la salle abritent une quarantaine de statuettes juchées à diverses hauteurs. Leur petite taille contraste avec la masse imposante de l'Empereur de jade.  De même, leurs postures et expressions, marquées à l'excès, tranchent avec le calme et la sérénité de l'Empereur.

### Étage supérieur
L'accès à l'étage supérieur se fait via des escaliers externes aux bâtiments.  Ces derniers sont reliés entre eux par une galerie surélevée.  Deux tours se dressent dans les coins sud-ouest et sud-est, contenant respectivement la cloche et le tambour du temple.  Les étages supérieurs des bâtiments à l'est, au sud et à l'ouest de la cour principale contiennent plusieurs salles abritant des statues de divinités taoïstes. Citons la salle de Leizu, la salle du Grand Maître et la salle des Déesses.

## Célébrations
Chaque année, le temple organise diverses célébrations dont certaines commémorent l'anniversaire de divinités dont les statues sont abritées dans le temple.
Les principales célébrations sont:
- 1er jour du 1er mois lunaire : combustion du premier encens
- 9e jour du 2e mois lunaire : anniversaire de l'Empereur de jade
- 18e jour du 5e mois lunaire : anniversaire de Maître Zhang (zh) (张天师), patriarche du courant Zhengyi
- 9e jour du 8e mois lunaire : anniversaire de l'immortel Qu (Qu Zhenren 瞿真人)
- 23e jour du 8e mois lunaire : anniversaire de l'immortel Huang (Huang Daxian 黄大仙 ; cantonais : Wong Taisin)[14]
- 24e jour du 12e mois lunaire : remerciements au Protecteur Divin
- Solstice d'hiver
- Fête de Qinqming (Qingmingjie 清明節)

## Galerie photo

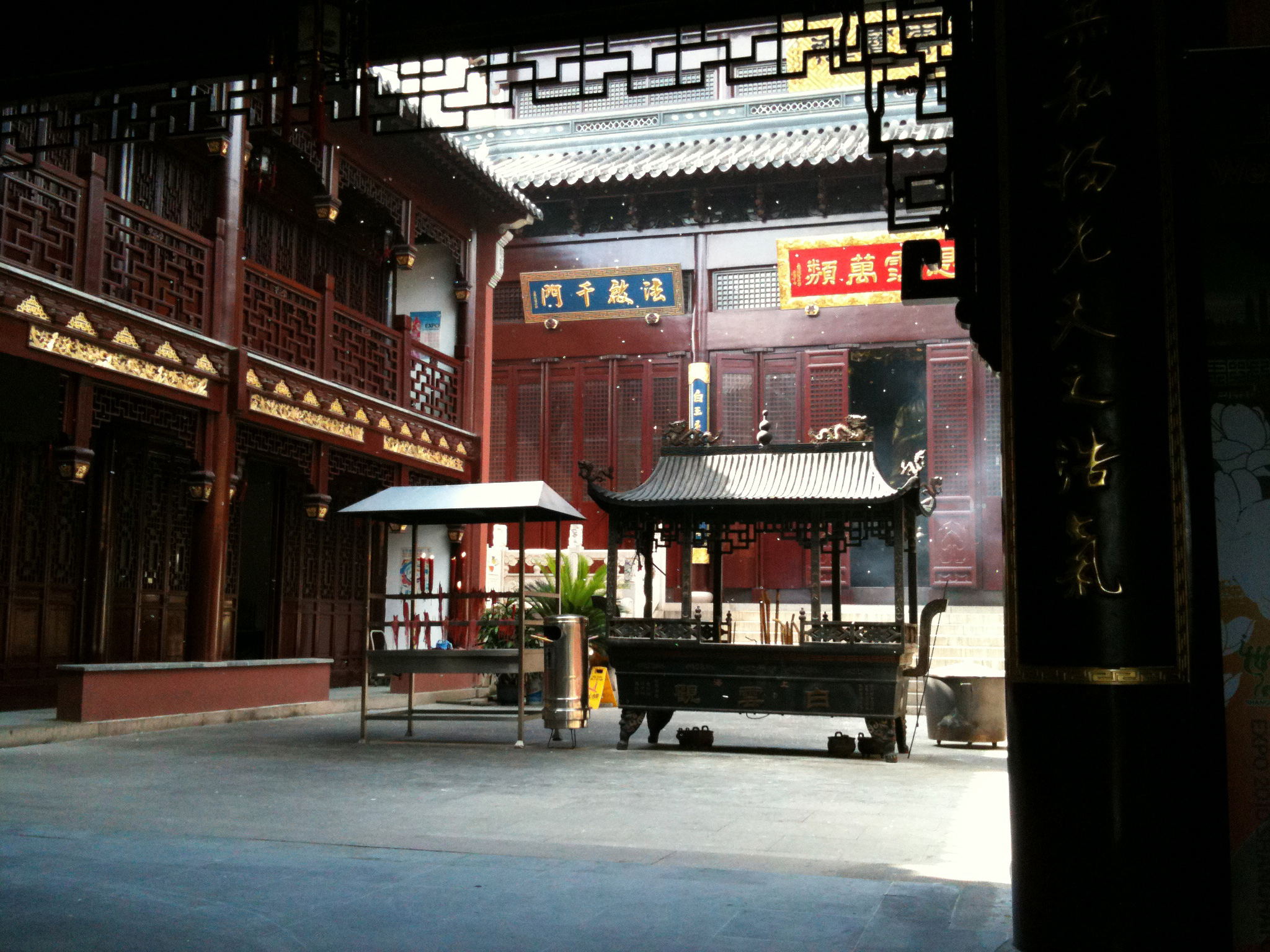
Cour principale
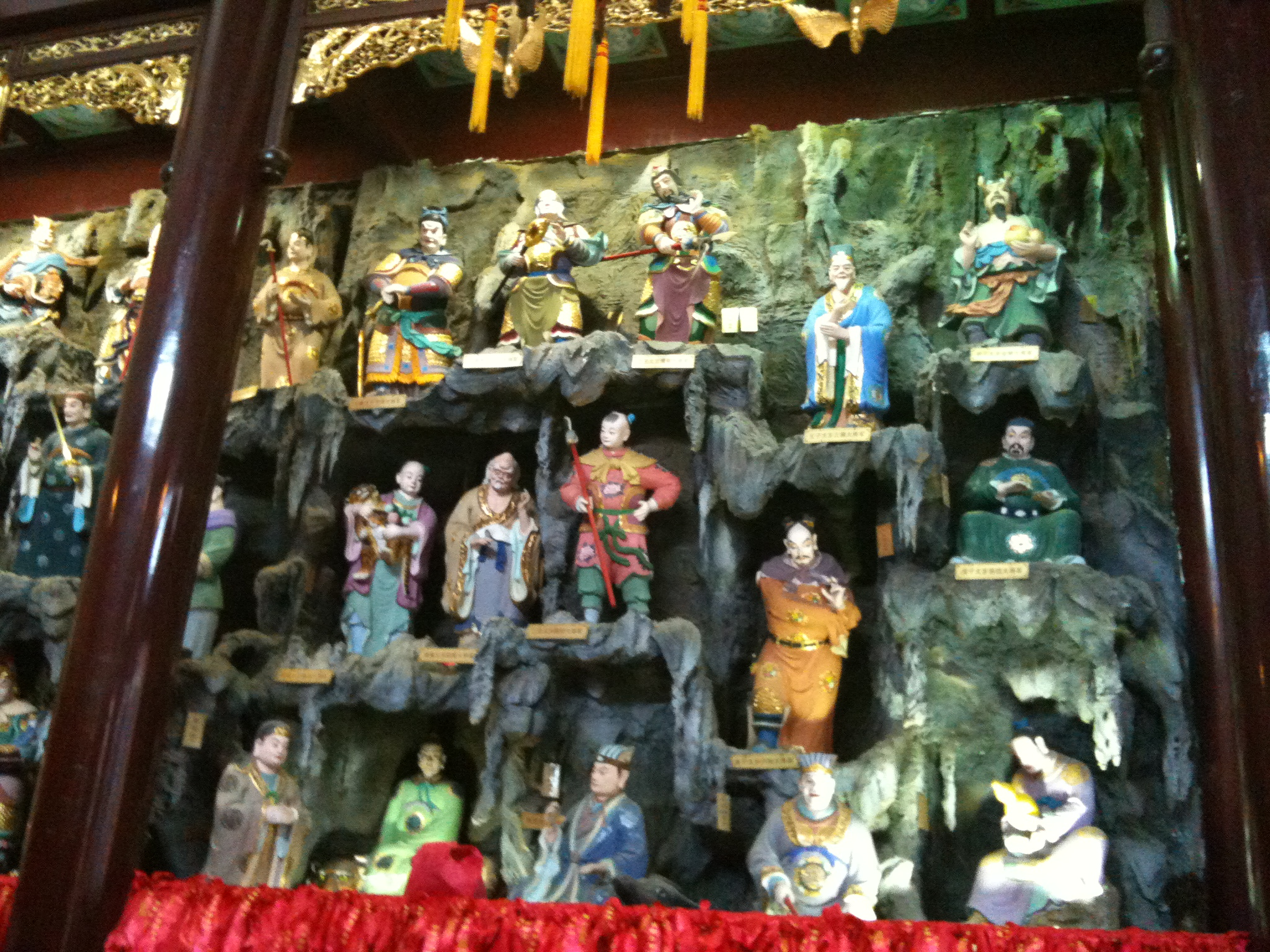
Statuettes de divinités dans la salle de l'Empereur de Jade
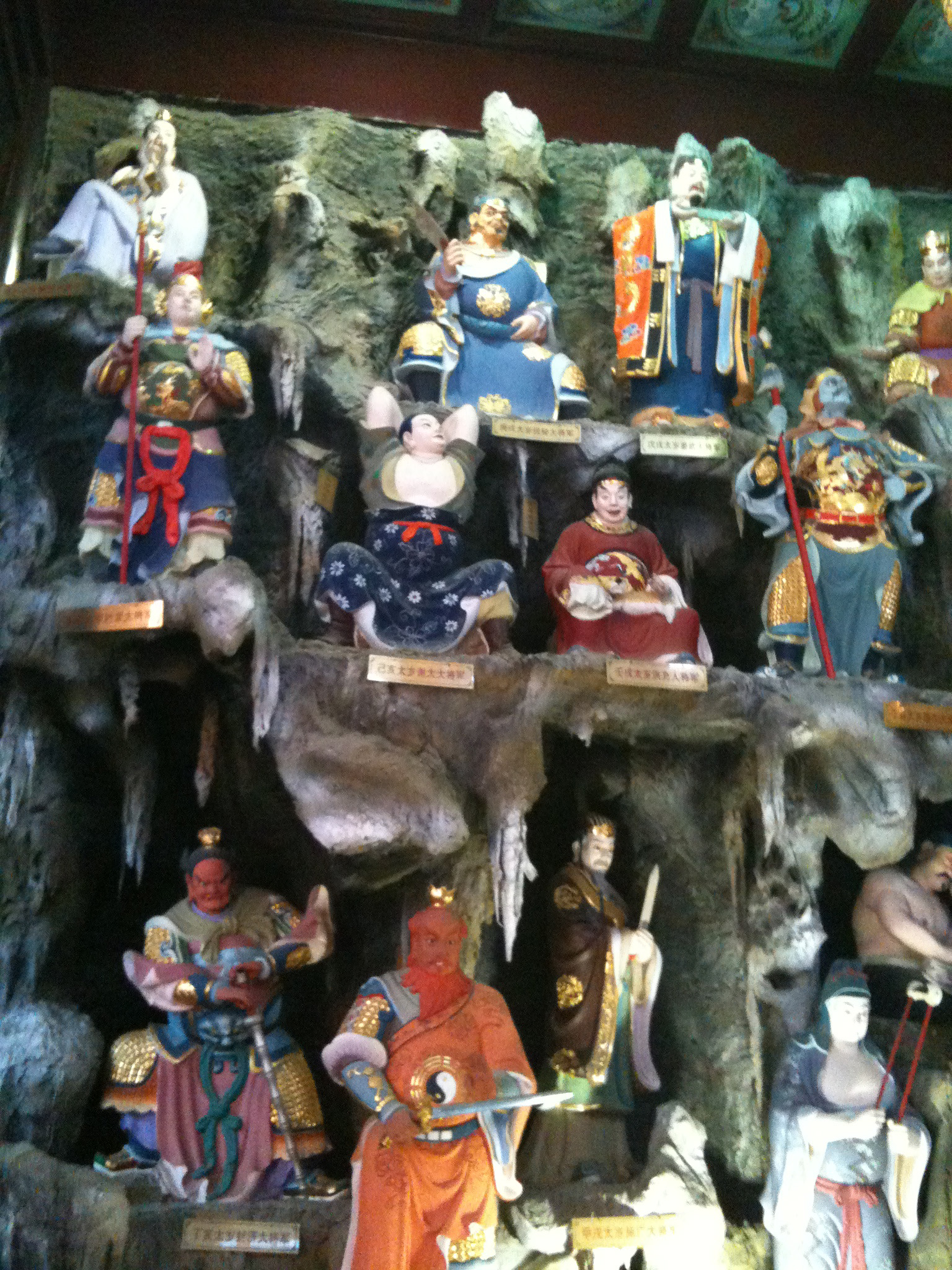
Statuettes de divinités dans la salle de l'Empereur de Jade
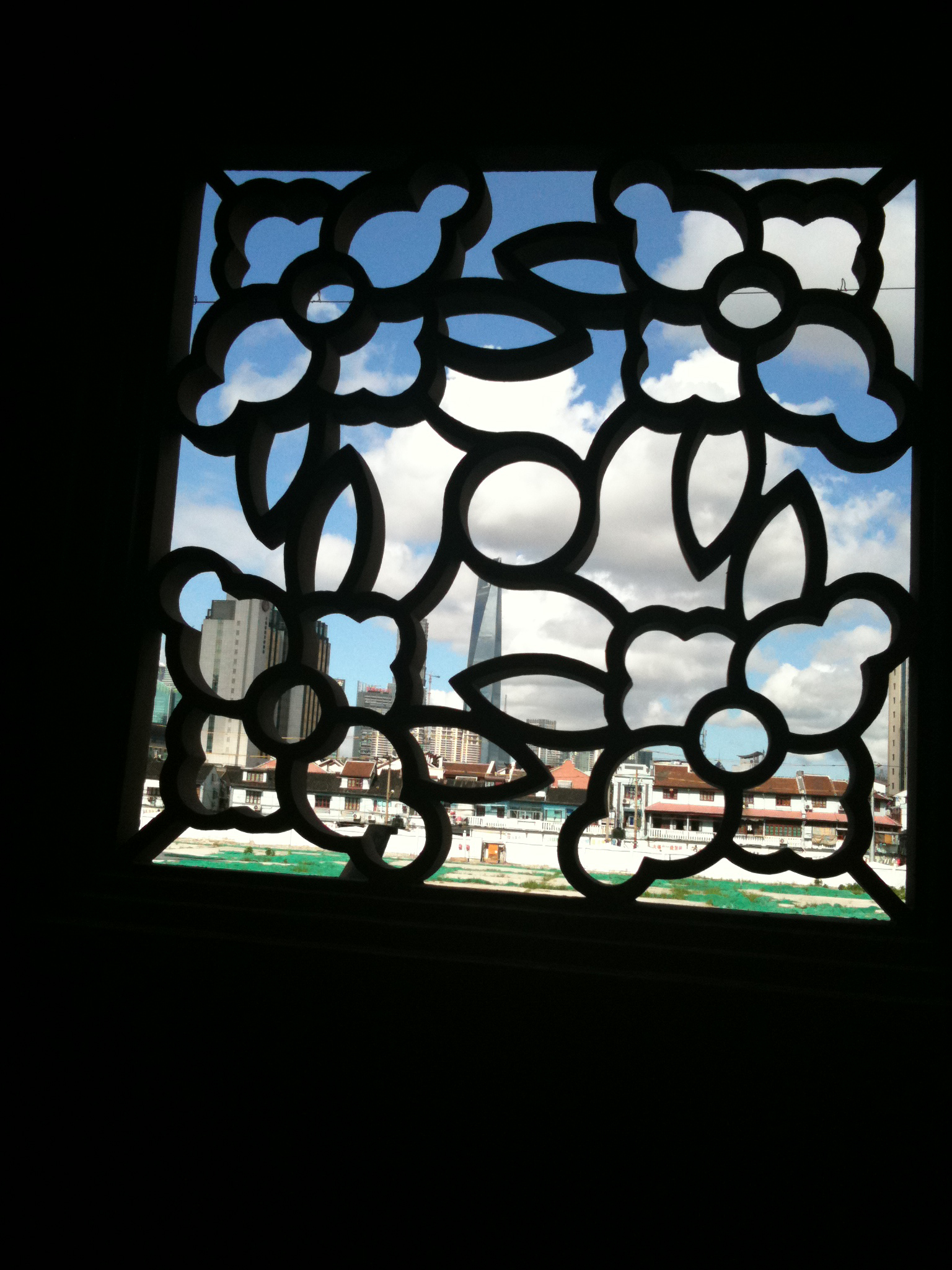
Vue sur l'extérieur ("Financial Center" en arrière-plan)
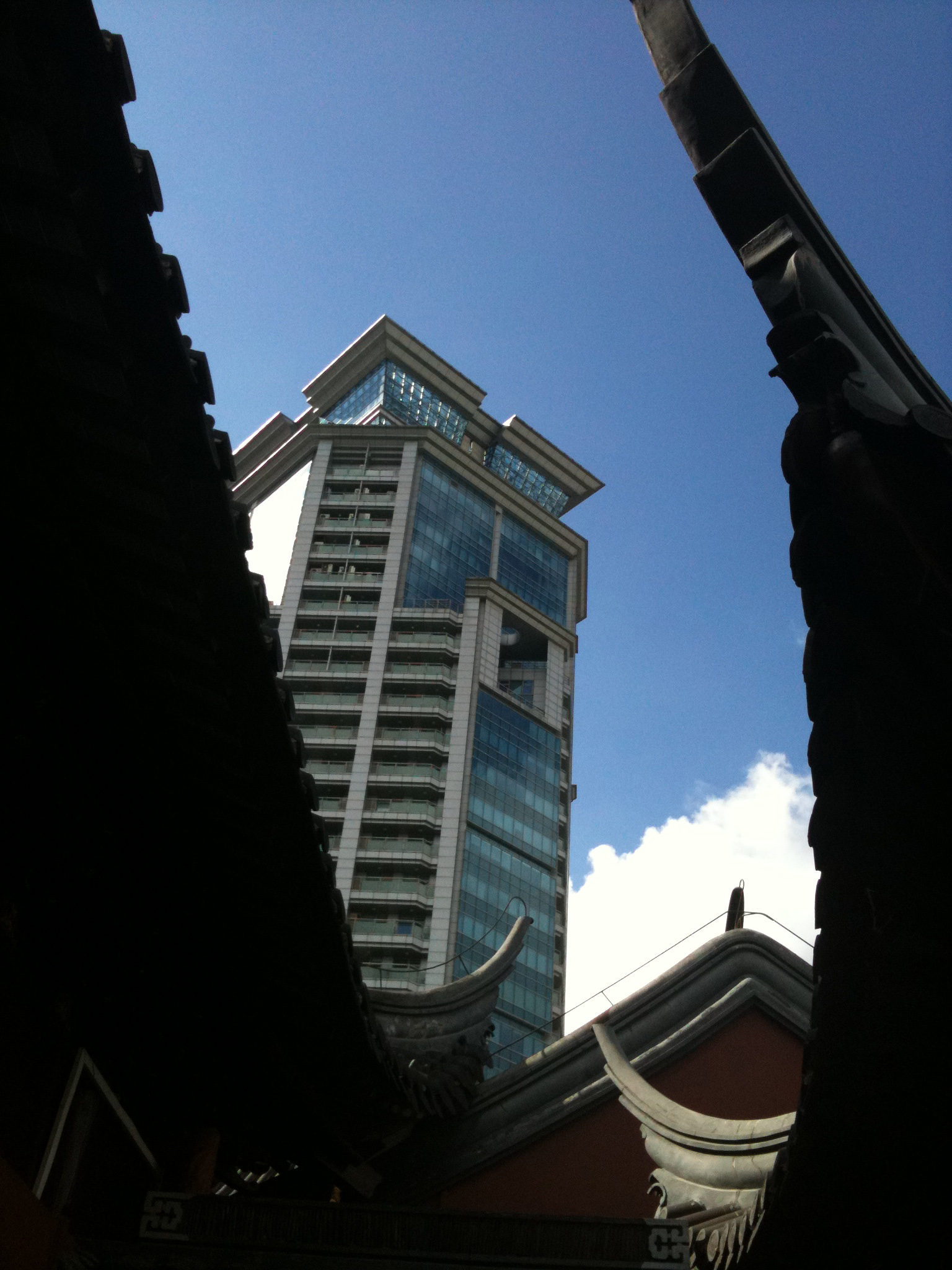
Vue sur l'extérieur
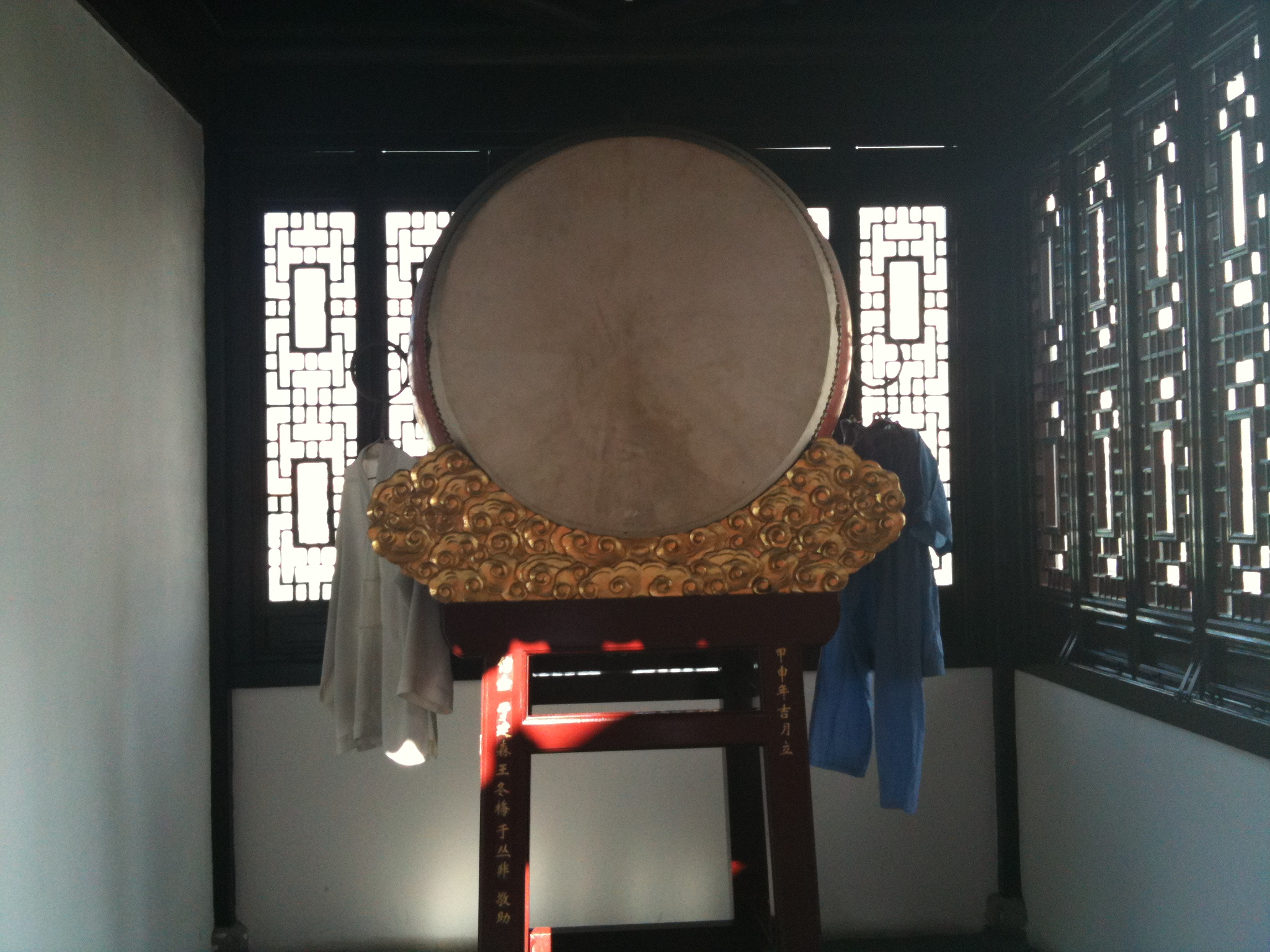
Tour avec tambour
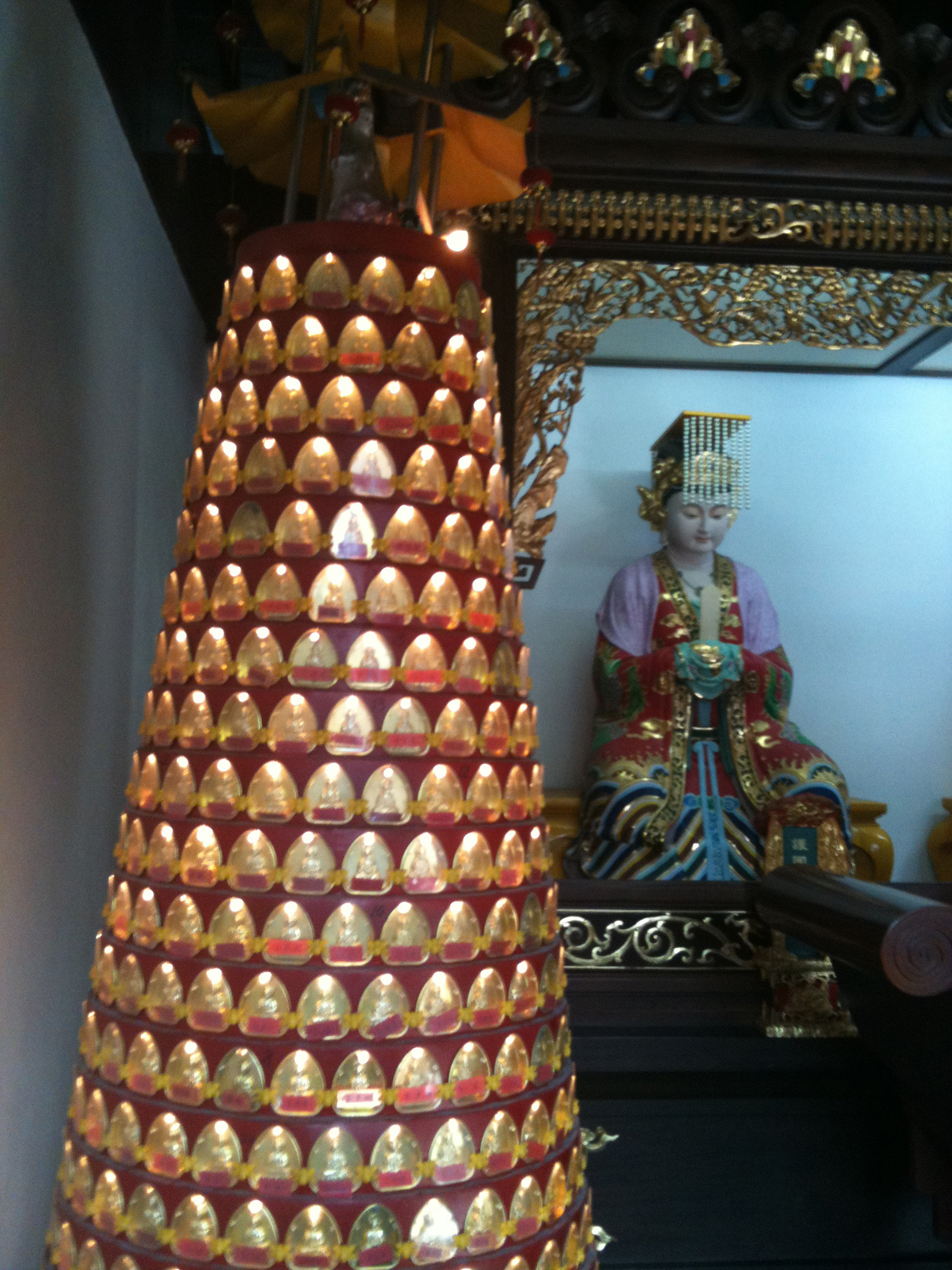
Salle des Déesses (partim)